# Vùng đất Laponia
Vùng đất Laponia là một khu vực miền núi hoang dã rộng lớn nằm tại các đô thị Gällivare, Arjeplog và Jokkmokk thuộc tỉnh Lappland, Thụy Điển. Được đặt trong tình trạng bảo vệ ngay vào đầu những năm thế kỷ 20, vùng đất này đã được UNESCO công nhận là Di sản thế giới vào năm 1996 cả về giá trị thiên nhiên lẫn văn hóa.
Tổng diện tích khoảng 9.400 km², đây là khu vực tự nhiên chưa bị con người tác động lớn nhất thế giới vẫn được những người bản địa sinh sống. Họ là những người bản địa Sami sinh sống từ thời tiền sử, chăn thả gia súc chủ yếu là tuần lộc trên các sườn núi và đồng cỏ rộng lớn. Tuy nhiên, chỉ một phần của khu vực này thực tế được sử dụng như là đồng cỏ chăn thả. Vùng đất có không gian rộng, bị chi phối bởi các dãy núi, sông và hồ. Có tới 95% diện tích của vùng đất được bảo vệ bởi các vườn quốc gia và khu bảo tồn thiên nhiên. Nó bao gồm các vườn quốc gia Muddus, Sarek, Padjelanta, Stora Sjöfallet, cùng hai khu bảo tồn thiên nhiên Sjaunja và Stubba. 5% diện tích còn lại nằm trong các làng Sulitelma, Tjuoltadalen và Rapadalen (một phần trong số đó là ở vườn quốc gia Sarek). Mỗi khu bảo tồn và vườn quốc gia đều có những tính năng đặc biệt của nó. Lượng tuyết vào mùa đông và mưa vào mùa hè là rất đáng kể. Laponia cũng chứa ba trạm thủy điện lớn tại các lưu vực sông và một nhà máy điện gió trong khu vực di sản thế giới được quy hoạch.
Sarektjåkkå cao 2089 mét nằm trong vườn quốc gia Sarek là đỉnh núi cao thứ hai tại Thụy Điển, cao nhất tại Laponia.
Laponia chính là minh chứng cho quá trình biến đổi địa chất và nước ở vùng Bantich. Với rất nhiều những thung lũng sâu, vách đá dựng đứng, cây cối đổi màu theo mùa, tuyết trắng trên các sườn núi, những con sông chảy luồn lách qua các khe núi tạo nên phong cảnh kỳ vĩ. Vùng đất này chính là sự kết hợp độc đáo giữa thiên nhiên với cuộc sống chăn thả của con người đã có từ rất lâu mà vẫn còn được bảo tồn nguyên vẹn. Mối đe dọa đến vùng đất này chính là quá trình đô thị hóa, cơ giới hóa đang lan đến vùng đất này từ khi xuất hiện con đường ô tô chạy qua khu vực. 